# Salsa Chontal
La Salsa Chontal es una salsa habanera muy picante que mezcla las técnicas de las salsas estadounidenses tipo Luisiana o Tabasco y las salsas típicas del sureste de México y la península de Yucatán.
Su fórmula incluye dos de los chiles más picosos de México: el Habanero y el Amashito, mezclados con vinagre destilado.

## Ingredientes
Los ingredientes de esta salsa son: chiles habaneros y amashitos, vinagre, sal, condimentos, especias y benzoato de sodio como conservador. Se trata de una salsa mexicana, que puede encontrarse en cualquier tienda o supermercado del país.

## Usos
La salsa Chontal se usa para condimentar alimentos elaborados simples o estofados. También se utiliza en cocteles como la michelada. Es una salsa que por sus características suele emplearse en la alta cocina.